# Sofroniusz Irkucki
Sofroniusz, imię świeckie Stefan Kristallewski (ur. 14 grudnia?/25 grudnia 1703 w Bieriezanach, 19 marca?/30 marca 1771 w Irkucku) – jeden z Soboru Świętych Syberyjskich, prawosławny biskup Irkucka.

## Życiorys
Urodził się w głęboko religijnej rodzinie. Ukończył seminarium duchowne w Perejasławiu, po czym wstąpił jako posłusznik do Krasnogórskiego Monasteru Opieki Matki Bożej. Po trzech latach nowicjatu złożył śluby wieczyste, a wkrótce później przyjął święcenia kapłańskie. W nieokreślonym momencie został mianowany przełożonym tegoż monasteru i pełnił tę funkcję przez 13 lat. Ze względu na talent administracyjny, jakim wykazał się w czasie pełnienia obowiązków, oraz na szacunek, jakim cieszył się w eparchii, został przeniesiony do Petersburga, gdzie stanął na czele Ławry św. Aleksandra Newskiego.
Jako przełożony ławry starał się zaostrzyć panujące w niej obyczaje ascetyczne, rozbudował również zabudowania klasztoru. Jego działalność sprawiła, że caryca Elżbieta Pietrowna Romanowa osobiście wpłynęła na Świątobliwy Synod Rządzący, by ten reaktywował eparchię irkucką, założoną przez Innocentego Irkuckiego, a Sofroniusza mianował biskupem irkuckim. Chirotonia miała miejsce 18 kwietnia 1753, zaś 20 marca roku następnego duchowny był już w swojej stolicy biskupiej.
Na miejscu kontynuował pracę misyjną rozpoczętą przez Innocentego Irkuckiego, dbał również o pozyskiwanie nowych kapłanów do pracy na Syberii oraz o ich wykształcenie. Szczególnie angażował się w podniesienie poziomu szkoły prowadzonej przez mnichów z monasteru Wniebowstąpienia Pańskiego w Irkucku, gdzie osobiście uczył języka rosyjskiego. Większość swojego czasu spędzał poza Irkuckiem, przebywając w ciągłych podróżach duszpasterskich i angażując się w działalność misyjną wśród ludności miejscowej. Wielokrotnie osobiście udzielał im sakramentu chrztu. Na terenie Irkucka rozbudował zabudowania monasteru Wniebowstąpienia Pańskiego, w tym zainicjował budowę jego głównego soboru pod tym samym wezwaniem. Nakazał również budowę czterech nowych cerkwi w samym mieście, założył szereg nowych parafii.
Zmarł 30 marca 1771. Został pochowany w Irkucku, w Soborze Objawienia Pańskiego, w pobliżu wzniesionego z jego inicjatywy ołtarza Kazańskiej Ikony Matki Bożej. Według uczestniczących w jego pogrzebie jego ciało, przeniesione tam z prowizorycznego miejsca pochówku, nie uległo rozkładowi. W kronikach soboru zapisano ponadto 68 przypadków cudów, jakie miały zdarzyć się przed jego grobem. W ten sposób nieoficjalny kult Sofroniusza Irkuckiego rozpoczął się jeszcze przed jego kanonizacją.
8 marca 1909 komisja, której przewodniczył arcybiskup irkucki Tichon, dokonała otwarcia sarkofagu biskupa Sofroniusza i zapisała w swoim protokole, że jego szczątki w dalszym ciągu nie rozłożyły się, a ponadto wydzielały przyjemny zapach. Arcybiskup Tichon zwrócił się do Świętego Synodu o kanonizację hierarchy. Wobec braku natychmiastowej odpowiedzi jego prośbę ponowił kolejny arcybiskup irkucki Serafin. Ostatecznie pozytywna decyzja w tym zakresie została ogłoszona dopiero w 1918. W tym czasie jednak relikwie biskupa już nie istniały – spłonęły w pożarze soboru Objawienia Pańskiego 18 kwietnia 1917.